# Stephen Root
Stephen Root (Sarasota, 17 de novembro de 1951) é um ator norte-americano. É mais conhecido pelos seus papeis em filmes do gênero comédia. Foi indicado para o Prêmio Emmy por seu papel em The West Wing.
Estudou na Universidade da Flórida.